# Вмороженность магнитного поля
Вмороженность магнитного поля — эффект сохранения магнитного потока через замкнутый проводящий контур при его деформации. Магнитные силовые линии и частицы среды жестко связаны друг с другом, и перемещаются  вместе со средой, то есть как бы вморожены в неё, например, при сжатии среды магнитные силовые линии также уплотняются.
Наблюдается преимущественно в жидких и газообразных средах с высокой проводимостью, например, в плазме.  Электрическое поле индуцируемое движением среды должно быть равно нулю, иначе, в соответствии с законом Ома, в среде возник бы бесконечный ток, что невозможно. Поэтому, в силу закона об электро-магнитной индукции Фарадея, бесконечно проводящая среда не должна пересекать силовые линии магнитного поля.

## История
Первым идею вмороженности магнитного поля в идеально проводящую плазму выдвинул Ханнес Альвен в 1942 году.

## Математическое описание
В жидкости с бесконечной электропроводностью изменение магнитного потока во времени можно записать как:
{\displaystyle {d\Phi _{B} \over dt}=\int _{S}{\partial {\vec {B}} \over \partial t}\cdot d{\vec {S}}+\oint _{C}{\vec {B}}\cdot {\vec {v}}\times d{\vec {l}},}
где {\displaystyle {\vec {B}}} - индукция магнитного поля {\displaystyle {\vec {v}}} - скорость, {\displaystyle {\vec {S}}} - поверхность, ограниченная произвольной кривой {\displaystyle C}, {\displaystyle d{\vec {l}}} - линейный элемент. 
Используя уравнение Максвелла
{\displaystyle {\partial {\vec {B}} \over \partial t}={\vec {\nabla }}\times ({\vec {v}}\times {\vec {B}}),}
получаем
{\displaystyle {d\Phi _{B} \over dt}=\int _{S}{\vec {\nabla }}\times ({\vec {v}}\times {\vec {B}})\cdot d{\vec {S}}+\oint _{C}{\vec {B}}\cdot {\vec {v}}\times d{\vec {l}}.}
Первый интеграл можно переписать с использованием теоремы Стокса, а второе- с помощью векторного тождества {\displaystyle ({\vec {A}}\times {\vec {B}})\cdot {\vec {C}}=-{\vec {B}}\cdot ({\vec {A}}\times {\vec {C}})}
В итоге получаем математическую запись:
{\displaystyle {d\Phi _{B} \over dt}=0}
{\displaystyle \int _{S}{\vec {B}}\times d{\vec {S}}=const}

## Межзвёздная среда
Проводимость реальных областей плазмы конечна. В условиях разряженной среды космической плазмы межзвездного вещества существенны большие размеры рассматриваемых контуров и, соответственно, большие времена затухания магнитного поля по сравнению с временем изучаемого процесса.